# 劇団スイセイ・ミュージカル
劇団スイセイ・ミュージカル（げきだん すいせい・みゅーじかる）は、かつて存在したミュージカル劇団。

## 概要
1995年に創立され、1996年9月に法人へ改組。設立当初は、「プロデュース公演」が主体であったが1998年に「劇団体制」に移行。
オリジナルミュージカルを中心に活動し、中でも『夢があるから！』は文化庁移動芸術祭に選定されたほか、2002年には中国で開催された「北京芸術祭」には日本代表として招聘された。また、2010年よりハウステンボスにおいてミュージカルショー、パレード、バラエティーショーなどのエンターテインメント部門を担当。海外作品からオリジナルミュージカル、ミュージカルショーに至るまで多彩なレパートリーを持ち、全国公演など各地で幅広い公演活動を展開していた。
劇団創立から北京芸術祭や演劇観賞会等、オリジナルミュージカルを公演していた時代は、佐藤志穂ら、元音楽座の女優が主軸であったが、体制の変化に伴い2009年に退団している。2017年3月よりハウステンボス劇団未来ミュージカルとして主要な団員が活動をしていたが1年で解散。
運営会社であった株式会社スイセイ・ミュージカルも、関連会社に信用不安が発生し、金融機関からの資金調達が困難となった。さらに、ハウステンボスで行われていたミュージカル・パレードが2013年6月に終了したことから継続的な収入が途絶えた他、取引先への支払遅延が頻発。
スイセイ・ミュージカルは、2017年7月に事業を停止して事後処理を弁護士に一任。その後債権者から破産を申し立てられ、2019年5月28日に横浜地方裁判所川崎支部から保全管理命令を受け、同年7月18日に横浜地方裁判所川崎支部から破産手続開始決定を受けた。
スイセイ・ミュージカルは2023年4月12日に法人格が消滅した。

## 主な公演
- 夢のタイムリミット
- プリマ・ドンナ
- FAME～フェーム～
- ピアニスト
- 夢のタイムリミット'98
- FAME～フェーム～NEW VERSION～
- My Dream～夢があるから～
- 夢があるから！
- 快獣ブースカ
- ONLY ONE～オンリー・ワン
- 広い宇宙の中で
- サウンド・オブ・ミュージック
- 楽園
- フットルース
- クリスマス・キャロル
- The Musical ALICE ～不思議の国のアリスより～